# Пета пролетерска црногорска ударна бригада
Пета пролетерска црногорска народно-ослободилачка ударна бригада била је бригада Народноослободилачке војске Југославије (НОВЈ), формирана одлуком Врховног штаба НОП и ДВЈ 11. јуна 1942. у Смријечну, код Плужина, од три батаљона Никшићког партизанског одреда и једног батаљона Зетског партизанског одреда. Имала је четири батаљона са 845 бораца. Први командант бригаде био је Сава Ковачевић, а политички комесар Радомир Бабић.
Након формирања налазила се под непосредном командом Врховног штаба, а од 9. новембра 1942. до краја рата налазила се у састав Треће ударне дивизије. У току битке на Сутјесци, јуна 1943. претрпела је тешке губитке, од око 600 бораца, па је до септембра 1943. деловала раздвојено — два батаљона су се налазила у саставу Главне оперативне групе, а остали делови у Црној Гори.
Бригада је у току рата три пута похваљена од стране Врховног команданта НОВ и ПОЈ Јосипа Броза Тита, а 46 њених бораца проглашено је за народне хероје Југославије. За заслуге у Народноослободилачком рату одликована је Орденом народног ослобођења и Орденом братства и јединства, а поводом петнаестогодишњице битке на Сутјесци 3. јула 1958. и Орденом народног хероја.

## Борбени пут Пете пролетерске бригаде
Одмах по формирању, Пета пролетерска бригада стављена је под непосредну команду Врховног штаба НОП и ДВЈ и ангажована у борбама у Пиви, на Волујаку и Маглићу. Када је почео поход пролетерских бригада из рејона Сутјеске, 24. јунa 1942, остављена је на Зеленгори и Сутјесци, где је провела тридесет тешких дана. Под притиском јаких италијанско-четничких, а касније и немачких снага, бригада се, заједно с Херцеговачким партизанским одредом, комбинованим драгачевско-челебићким партизанским батаљоном, збегом и болницом, у борбама од 22. јула до 2. августа, пробила из рејона Зеленгоре до Прозора. На овом путу, водила је тешке борбе код Требичине, на Трескавици, Забрђу и Битовњи. Од тада до уласка у састав Треће ударне дивизије (9. новембра 1942) водила је борбе око Горњег Вакуфа, Бугојна, Фојнице, Прозора и Травника, и имала значајну улогу у стварању нових партизанских јединица.
Од почетка новембра 1942. до краја јануара 1943. ангажована је у борбама у долини Врбаса и централној Босни — у новембру је учествовала у ослобођењу Јајца, а у децембру у његовој одбрани; у јануару је учествовала у ослобођењу Жепча, а потом у другим акцијама у централној Босни. Током битке на Неретви водила је борбе око Тешња и Горњег Вакуфа, а у борбама 15/16. и 16/17. фебруара заједно са Десетом херцеговачком и Првом далматинском бригадом заузела јако утврђено упориште Прозор. После успеха код Прозора, водила је двадесетодневне борбе у долини река Раме и Неретве. Поред осталог, у нападима на Коњиц (22/23, 24/25. и 25/26. фебруара) дала је огромне напоре да заузме ово најважније и најбоље брањено место на правцу наступања Главне оперативне групе у Херцеговини. У тешким борбама од 7. до 9. марта одбацила је јаке снаге 718. немачке дивизије у Коњиц, а потом је била заштитница снагама које су наступале према Невесињу.
У противофанзиви Главне оперативне групе са Неретве на исток борећи се прешла је пут од Прења до Никшића и Подгорице. Најпре је учествовала у одбрамбеним борбама на левој обали Неретве и штитила наступање главних снага. Током продора НОВЈ у Херцеговини водила је тешке борбе за ослобођење и одбрану Невесиња (марта и априла), па извршила напад на Плану. У борби на Јаворку (1. и 2. маја), заједно са Другом пролетерском и Четвртом црногорском бригадом, разбила је неколико батаљона Италијана и четника. Након овога деловала је око Никшића и Подгорице. Њена два батаљона учествовала су у борбама са јаким четничким снагама у Пиперима, а код Биоча у разбијању 383. италијанског пука.
Током битке на Сутјесци, на правцу Никшић—Шавник, водила је огорчене борбе са снагама 7. СС дивизије „Принц Еуген”, а потом исцрпљујуће борбе на Комарници и Дурмитору. Од 4. до 13. јуна њени задаци постали су нарочито тешки — заједно са Првом далматинском и Трећом санџачком бригадом образовала је главну заштитницу снага Главне оперативне групе, осигуравала Централну болницу и имала задатак да се на погодном месту пробије из окружења. Најтеже борбе водила је 11, 12. и 13. јуна. У тешким борбама 11. и 12. јуна на Вучеву, под Маглићем, код Боровна, одбијени су јаки непријатељски удари. Истовремено је део снага покушао да успостави мостобран на левој обали реке Сутјеске. Бригада је, у саставу Треће ударне дивизије, 13. јуна прешла Сутјеску и уз херојски напор покушала да пробије непријатељски обруч. У судару с неупоредиво јачим снагама 7. СС дивизије, 118. дивизије и других непријатељских јединица, била је разбијена. Изгубила је око 600 бораца.
Од 13. јуна до 11. септембра 1943. снаге Пете пролетерске бригаде деловале су раздвојено — два батаљона била су у саставу бригаде у источној Босни (долина Кријаве, Озрен, Коњух, Звијезда, Подроманија, Фоча и др), па у северној Херцеговини и западној Црној Гори, а остали делови били су стално у Црној Гори. Од септембра 1943. до краја године бригада је имала значајну улогу у стварању и одбрани слободне територије у западној Црној Гори, долини Зете и старој Црној Гори, као и у разоружавању италијанских снага и преласку делова дивизије „Тауринензе” на страну Народноослободилачке војске. Од нарочитог значаја била су борбе вођене од 14. до 18. октобра за уништење Главног четничког штаба за Црну Гору, Боку и Санџак и четничког штаба јужног фронта.
Од јануара до средине априла 1944. бригада је ангажована делом снага у долини Зете, а делом у северној Црној Гори. Почетком априла, поред осталог, учествовала је у борбама на сектору Подгорица—Даниловград. У априлу и мају водила је тешке борбе за одбрану слободне територије у североисточној Црној Гори. Истакла се у Мојковачкој операцији, на Јадовнику и у прихвату Друге пролетерске и Пете крајишке дивизије које су се повлачиле из Србије. У Андријевичкој и Дурмиторској операцији водила је жестоке борбе у долини Зете и била на тежишту одбране у борбама на правцу Подгорица—Колашин—Мојковац.
Јануара 1945. прешла је у источну Босну и учествовала у борбама на правцу Калиновик—Сарајево, а потом до 6. априла у Сарајевској операцији. Од ослобођења Сарајева до краја рата, деловала је најпре у Босанској крајини, а потом је ангажована у Карловачкој операцији и у ликвидацији снага немачке групе армија „Е” у Словенији.
Као једна од првих пет пролетерских бригада и јединица која је три пута имала веома значајну улогу у заштити рањеника, низа војних успеха и значајног политичког рада два пута је попуњавана борцима из других република (1942. из Далмације и Босне, а 1945. из Србије). У њеном саставу се од 1944. налазио батаљон састављен од држављана Совјетског Савеза који су побегли из немачког заробљеништва. У јединицама бригаде било је и до Италијана, Албанаца и припадника других народа.

## Командни састав бригаде
- Команданти бригаде:
  - Сава Ковачевић — од формирања бригаде до јуна 1943.
  - Саво Бурић — од јуна до септембра 1943.
  - Бошко Јанковић — током септембра и октобра 1943.
  - Вујадин Поповић — од октобра 1943. до септембра 1944.
  - Максим Ковачевић — од септембра до децембра 1944.
  - Војислав Ђурашевић — од децембра 1944. до краја рата
- Политички комесари бригаде:
  - Радомир Бабић — од формирања бригаде до новембра 1942.
  - Драгиша Ивановић — од новембра 1942. до новембра 1943.
  - Светозар Радојевић — до новембра 1943. до фебруара 1945.
  - Новица Перовић — од фебруара до маја 1945.
  - Пејо Раичевић — од маја 1945. до краја рата
- Заменици команданта бригаде:
  - Велимир Терзић — од формирања бригаде до септембра 1942.
  - Глигорије Мандић — од септембра до децембра 1942.
  - Нико Јовићевић — од децембра 1942. до новембра 1943.
  - Саво Станојевић — од новембра 1943. до краја рата
- Заменици политичког комесара:
  - Блажо Јовановић — од формирања бригаде до новембра 1942.
  - Андрија Мугоша — од новембра 1942. до јуна 1943.
  - Јагош Ускоковић — од јуна 1943. до јануара 1944.

## Народни хероји бригаде
Неки од 46 бораца Пете пролетерске црногорске ударне бригаде, који су проглашени за народне хероје Југославије:
- Вељко Алексић, командир Прве чете Првог батаљона
- Радомир Бабић, први политички комесар бригаде
- Марко Балетић, референт санитета бригаде
- Алекса Бацковић, политички комесар Другог батаљона
- Вукосав Божовић, заменик политичког комесара Треће чете Четвртог батаљона
- Стево Бољевић, политички комесар Другог батаљона
- Душан Бојовић, политички комесар Првог батаљона
- Саво Бурић, командант бригаде
- Зарија Вујошевић, командир вода у Првој чети Четвртог батаљона
- Јован Вукотић, начелник Штаба бригаде
- Милица Вучинић, политички делегат вода у Првој чети Првог батаљона
- Милинко Ђуровић, члан Политодела бригаде
- Драгиша Ивановић, политички комесар бригаде
- Бошко Јанковић, командант бригаде
- Блажо Јовановић, руководилац Политодела бригаде
- Мило Килибарда, командант Трећег батаљона
- Сава Ковачевић, први командант бригаде
- Глигорије Мандић, заменик команданта бригаде
- Никола Мартиновић, начелник Штаба бригаде
- Радисав Раја Недељковић, руководилац Политодела бригаде
- Миладин Павличић, политички комесар чете у Четвртом батаљону
- Ђорђије Премовић, командант Првог батаљона
- Војин Тодоровић, командант батаљона